# 卞修武
卞修武（1963年11月—），安徽寿县人，中国人体病理学家，陆军军医大学（第三军医大学）第一附属医院教授、主任医师。2017年当选为中国科学院院士。

## 教育经历
1986年毕业于第三军医大学临床医学系，1989和1995年先后获得第三军医大学硕士和博士学位。